# والتر لیپمن
والتر لیپمن (انگلیسی: Walter Lippmann؛ زاده ۲۳ سپتامبر ۱۸۸۹ درگذشته ۱۴ دسامبر ۱۹۷۴) روزنامه‌نگار، خبرنگار و مفسر سیاسی آمریکایی و یکی از نخستین کسانی که مفهوم جنگ سرد را معرفی کرد، وی همچنین رایج کننده اصطلاح «کلیشه» یا تفکر قالبی در روان‌شناسی مدرن بود و در ستون مطبوعاتی و چندین کتاب از جمله درخشان ترینش «دیدگاه عمومی» (۱۹۲۲) به نقد رسانه و دموکراسی می‌پرداخت.
لیپمن همچنین نقش قابل توجهی در هیئت تحقیق وودرو ویلسون پس از پایان جنگ جهانی اول به عنوان مدیر تحقیقات ایفا کرد. نظرات او راجع به نقش روزنامه‌نگاری در دموکراسی در تناقض با نوشته نویسنده هم عصرش جان دیویی بود که اکنون از آن به عنوان مباحث لیپمن-دیویی نام برده می‌شود. لیپمن دوبار برنده جایزه پولیتزر شد، یکبار به خاطر ستونش در روزنامه سندیکایی «امروز و فردا» و دیگری مصاحبه اش با نیکیتا خروشچف در ۱۹۶۱.
او همچنین با عناوینی چون «تاثیرگذارترین روزنامه‌نگار قرن بیستم» تا «پدر روزنامه‌نگاری مدرن» ستایش شده‌است. مایکل شادسون نوشته که جیمز دبلیو کری کتاب «دیدگاه عمومی» والتر لیپمن را «کتاب پایه‌گذار روزنامه‌نگاری مدرن و تحقیقات رسانه در آمریکا» قلمداد کرده‌است.

## نظریات
لیپمن از فلاسفه و متفکران لیبرالی بود که تحت تأثیر تحولات تاریخی قرن بیستم، به صورت ویژه با تجربه دو جنگ جهانی و همچنین بحران رکود اقتصادی و سیاست جدید دولت روزولت در ایالات متحده، دچار تحول فکری شد و از فردگرایی به نوعی جمع گرایی روی آورد. وی حتی اندیشه برنامه‌ریزی و مدیریت جمعی در قرن بیستم را هم پایهٔ کشف عقل در یونان باستان می‌شمرد. اما مسئلهٔ مهمی نیز وی را به خود مشغول داشته و آن نیز تعارض میان ارزش‌های عمده لیبرال دموکراسی به ویژه نظم با آزادی و بازار آزاد با عدالت اجتماعی بود. دموکراسی نه تنها نوعی سازمان حکومتی بلکه نوعی راه زندگی است.

## آثار
مقدمه‌ای بر سیاست (۱۹۱۳)
افکار عمومی (۱۹۲۲)
جامعه خوب (۱۹۳۷)
گفتارهایی در فلسفه عمومی (۱۹۵۵)